# Casa de Cultura Mario Quintana
La Casa de Cultura Mario Quintana (CCMQ) es un centro cultural en Porto Alegre, Río Grande del Sur, uno de los mayores y mejor instalados de Brasil.
Está ubicada en el histórico edificio del Hotel Majestic, que tuvo su auge entre la década de los años 1930 y la de los años 1950. Entre sus huéspedes célebres estaban los expresidentes Getúlio Vargas y João Goulart y artistas como Vicente Celestino, Virginia Lane y Francisco Alves. La casa fue nombrada en homenaje a uno de los principales poetas poetas brasileños, Mário Quintana, quien residió en el hotel entre 1968 y 1980, en el apartamento 217.

## Arquitectura e historia
Proyectado por el arquitecto germano-brasileño Theodor Wiederspahn, fue el primer gran edificio de Porto Alegre en el que se utilizó concreto armado. Concebido para ocupar los dos lados del Pasaje Araújo Ribeiro, posee dos bloques ligados por grandes pasarelas conectadas a tierra por arcadas y que contienen terrazas, balcones y columnas. Este proyecto de hotel de lujo, construido por el empresario Horácio de Carvalho, fue considerado revolucionario para la época, pues la idea de las pasarelas suspendidas sobre la vía pública era inédita en el Brasil de entonces.
Las obras se iniciaron en 1916 y en 1918, fue concluida la primera parte del edifício. En 1926 fue proyectada la parte este. Al final de la obra, en 1933, el Majestic poseía siete pavimentos en el ala este y cinco en la oeste. El diseño del predio combina hábilmente estilos históricos, dando una impresión de grandiosidad.
Con el desarrollo urbano de la ciudad, su ubicación antes privilegiada pasó a ser problemática desde el punto de vista de la seguridad. El hotel entró en decadencia, redujo su número de habitaciones destinadas a alojamiento de trescientas a cien y comenzó a albergar personas en forma permanente, entre ellas Mário Quintana.
El hotel fue adquirido en julio de 1980 por Banrisul a fin de que el gobierno del estado de Río Grande del Sur pudiese a su vez adquirirlo a un precio más accesible al valor real. La compra se realizó el 29 de diciembre de 1982. A partir de 1983, la prefectura de Porto Alegre impulsó varios proyectos para revitalizar el centro histórico de la ciudad, por lo que entre otras construcciones el hotel Majestic fue inscripto como edificio de valor histórico y comenzó a proyectarse en él un centro cultural dependiente de la subsecretaría de cultura del estado. La restauración del edificio y la puesta a punto del proyecto cultural se llevó a cabo entre 1987 y el 25 de septiembre de 1990, fecha en la que se inauguró la Casa de Cultura Mario Quintana. Los arquitectos responsables de la transformación interna fueron Flávio Kiefer y Joel Gorski.

## Espacios culturales
El predio, perteneciente al estado de Río Grande del Sur, posee una amplia variedad de espacios culturales, tales como la Biblioteca Lucília Minssen, la Biblioteca Érico Veríssimo, parte del Museo de arte contemporáneo de Río Grande del Sur, los acervos Elis Regina y Mário Quintana, la Discoteca pública Natho Henn, las galerías Xico Stockinger y Sotéro Cosme, los teatros Bruno Kiefer y Carlos Carvalho, además de tres salas de cine, cafés, bombonière, librería y varias salas con destinos específicos o de uso múltiple.
En 2002, se instaló en la terraza del quinto nivel de la CCMQ el jardín «José Lutzenberger», en homenaje al ambientalista fallecido en ese año. El jardín reúne especies de plantas de bañados, desiertos, praderas y trópicos. Los jarrones y las bañeras del antiguo hotel Majestic fueron reutilizados para decorar el espacio.

## Galería de imágenes

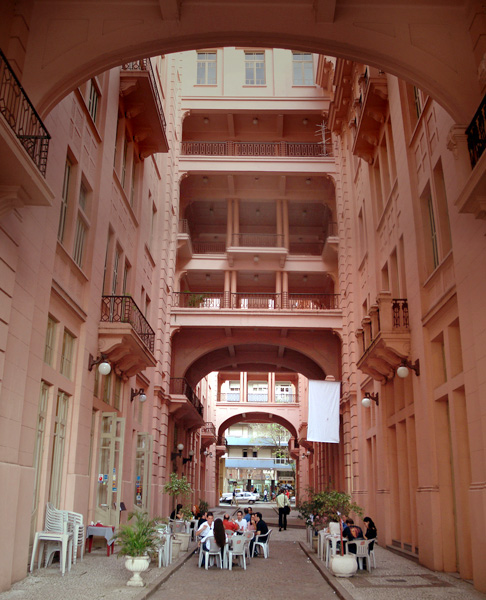
Pasaje «Araújo Ribeiro».
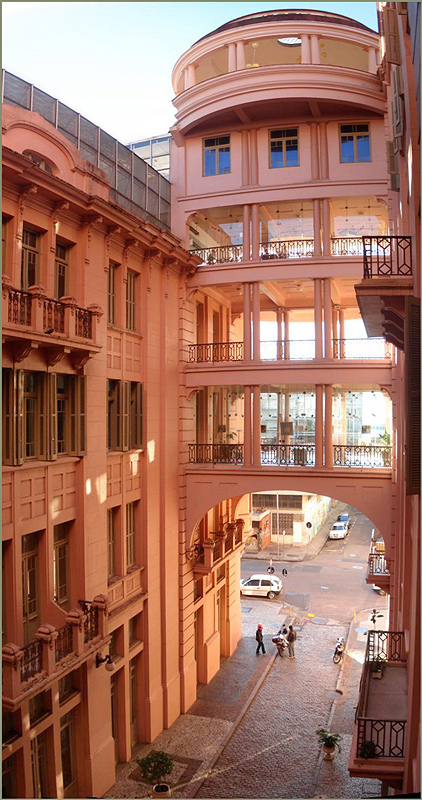
Vista de una de las pasarelas.
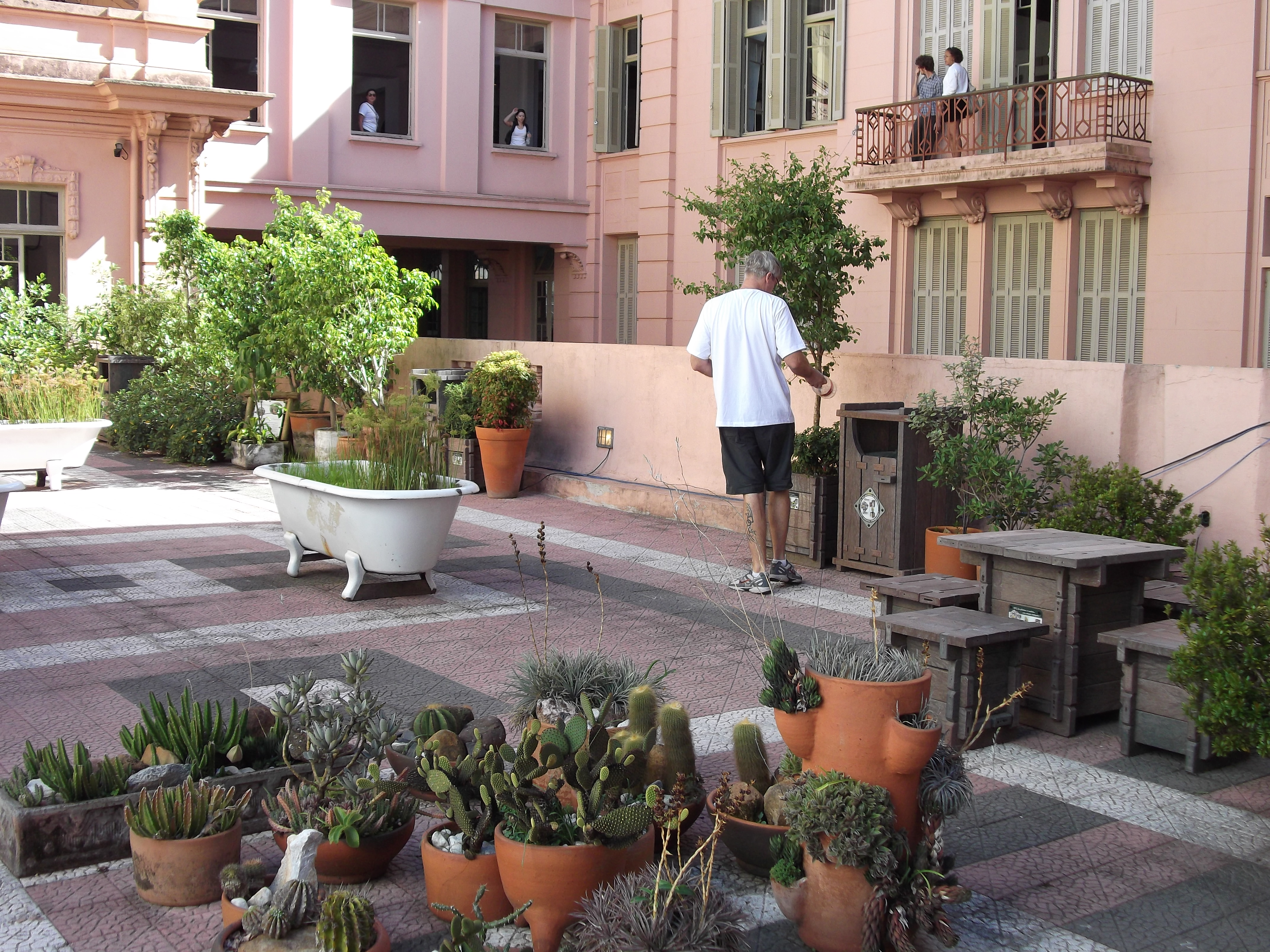
Jardín «José Lutzenberger», en el quinto nivel.
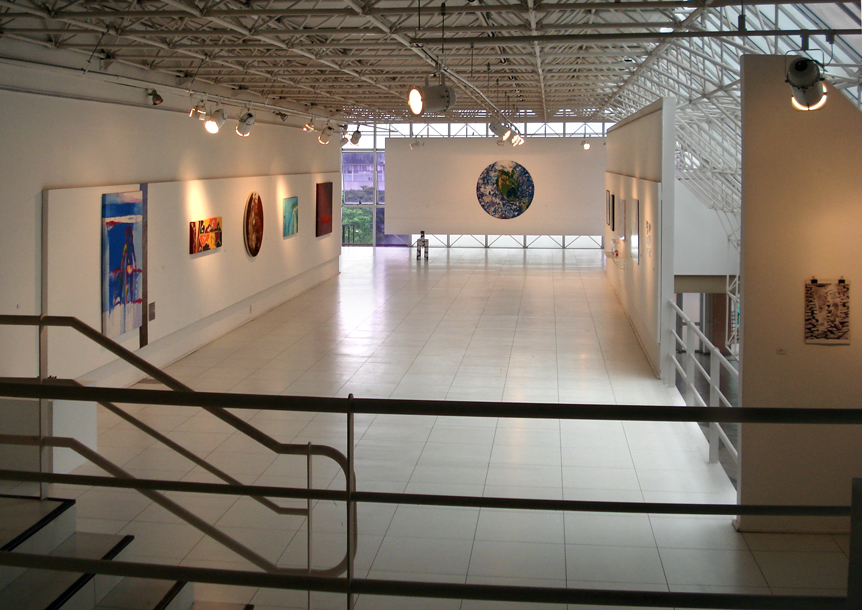
Galería de arte.